# Колёсная формула
Колёсная формула — условное обозначение общего числа колёс транспортного средства и числа ведущих колёс двумя числами: 

[общее число колёс] × [число ведущих колёс],
при этом спаренные колёса на одной полуоси учитываются как одно колесо. Например, колёсная формула 6 × 4 означает, что автомобиль имеет 6 колёс, 4 из которых — ведущие (например, ЗИС-6). Автомобиль, обладающий полным приводом, имеет колёсную формулу, где оба числа одинаковы (4 × 4, 6 × 6, 8 × 8, 10 × 10 и т. д.). Для многоосных автомобилей в колёсной формуле иногда указывают количество управляемых колёс, способных к повороту (например, 16 × 16 / 12). В этом случае третье число отделяется косой чертой.
В том случае, если третья цифра — 2 или 1 и отделена от второй цифры точкой, то она указывает на тип ошиновки ведущей оси. Если используется цифра 2, значит, ведущая задняя ось (оси, тележка) имеет двускатную ошиновку, а цифра 1 указывает, что все колёса односкатные, таким образом, для двухосных грузовых автомобилей и автобусов применяются формулы 4 × 2.1 (например, автомобиль ГАЗ-2752), 4 × 2.2 (автомобиль ГАЗ-3307, автобус ЛиАЗ-677), 4 × 4.2 (автобус ПАЗ-3206), 4 × 4.1 (УАЗ-2206, ГАЗ-66-11). Для трёхосных автомобилей применяются формулы 6 × 4.2 (например, МАЗ-64226), 6 × 4.1, 6 × 6.2 (лесовоз КрАЗ-643701), 6 × 6.1 (КамАЗ-43101), 6 × 2.2 (тягач «Мерседес-Бенц-2235»). Для четырёхосных — 8 × 4.2, 8 × 4.1, 8 × 8.2, 8 × 8.1 (МАЗ-537).
Для сочленённых автобусов в формулу введена четвёртая цифра 1 или 2, отделённая от третьей цифры точкой. Цифра 1 указывает на то, что ось прицепной части автобуса имеет односкатную ошиновку, а цифра 2 — что имеет место двускатная ошиновка. Таким образом, для сочленённых автобусов применяются формулы 6 × 2.2.1 («Икарус-280d») и 6 × 2.2.2 («Икарус-283.00»).
Также колёсной формулой называют осевую формулу локомотива.

## История
Впервые попытка создать многоосный автомобиль была предпринята в 1898 году. В СССР первым серийным многоосным (с колёсной формулой 6 × 4) автомобилем был ЯГ-10 грузоподъёмностью 8 т, выпускавшийся с 1932 года.
Привод 4 × 4: первый патент на паровой автомобиль с приводом всех колес 4 × 4 получил в 1893 году английский инженер Брама Джозеф Диплок и сделал один экземпляр, в 1900 году Фердинанд Порше поставил на каждое колесо своего электромобиля по двигателю, а самым первым автомобилем традиционной конструкции с приводом 4 × 4 стал Spyker 60 HP 1903 года.

## Рекорды
Наибольшая колёсная формула, реализованная в серийно выпускавшемся изделии: 16 × 16 / 12 (шасси МЗКТ-79221 в составе ракетного комплекса стратегического назначения «Тополь-М»).
Наибольшая колёсная формула, реализованная в штучно выпускавшемся изделии: 24 × 24 / 16 (МАЗ-7907).

## Колёсные формулы типовых грузовиков
Колёсные формулы грузовиков производства СССР и СНГ.
|         | БАЗ       | ГАЗ                    | КамАЗ                                         | КрАЗ               | Урал                 | МАЗ | ЗИЛ                                    |
| ------- | --------- | ---------------------- | --------------------------------------------- | ------------------ | -------------------- | --- | -------------------------------------- |
| 4 × 2   |           | ГАЗ-51                 | КамАЗ-5460-046-22                             |                    | Урал-355М            |     | ЗИС-5,ЗИС-150,ЗИЛ-130,ЗИЛ-164,ЗИЛ-4331 |
| 4 × 4   |           | ГАЗ-63,ГАЗ-66,ГАЗ-3308 | КАМАЗ 4326,КАМАЗ-4350                         |                    |                      |     | ЗИЛ-4327                               |
| 6 × 4   |           |                        | КАМАЗ 55111                                   |                    | Урал-377             |     |                                        |
| 6 × 6   |           |                        | КАМАЗ-4310,КАМАЗ-43114,КАМАЗ-43118,КАМАЗ-5350 | КрАЗ-255Б,КрАЗ-260 | Урал-4320,Урал-63095 |     | ЗИЛ-157,ЗИЛ-131,ЗИЛ-4334               |
| 12 × 12 | БАЗ-69099 |                        |                                               |                    |                      |     |                                        |

## Галерея

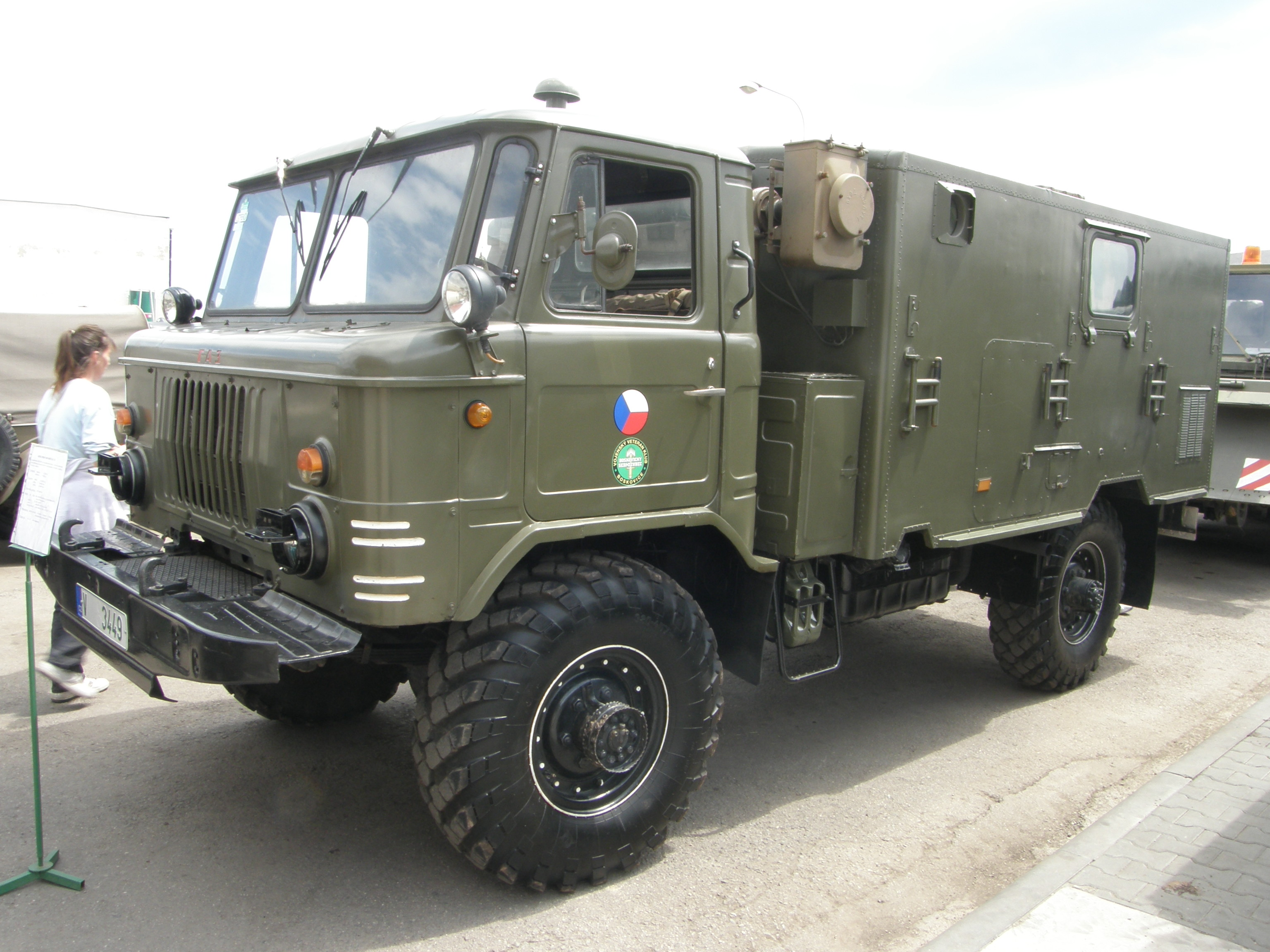
ГАЗ-66 (4 × 4)
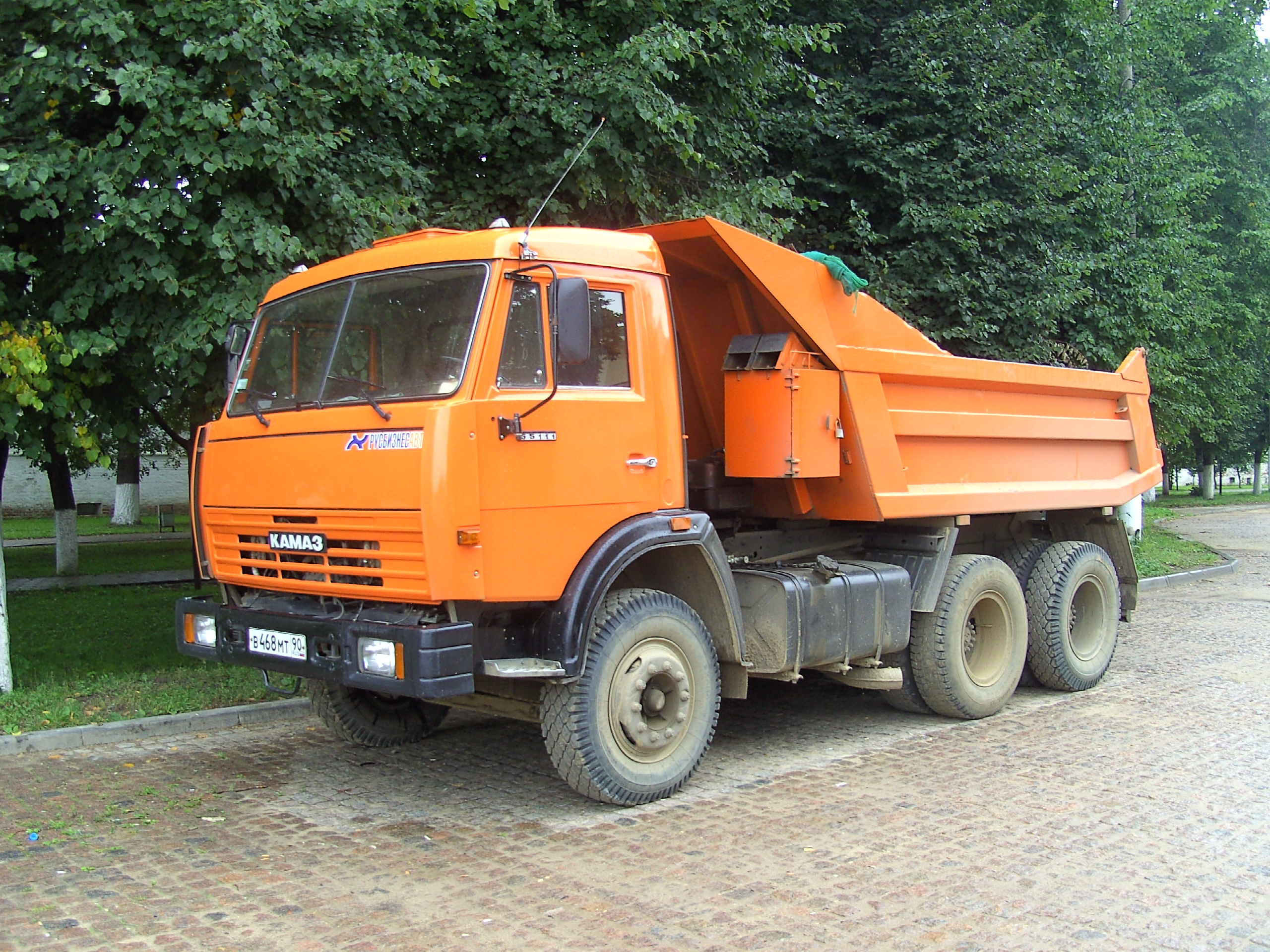
КАМАЗ 55111 (6 × 4)
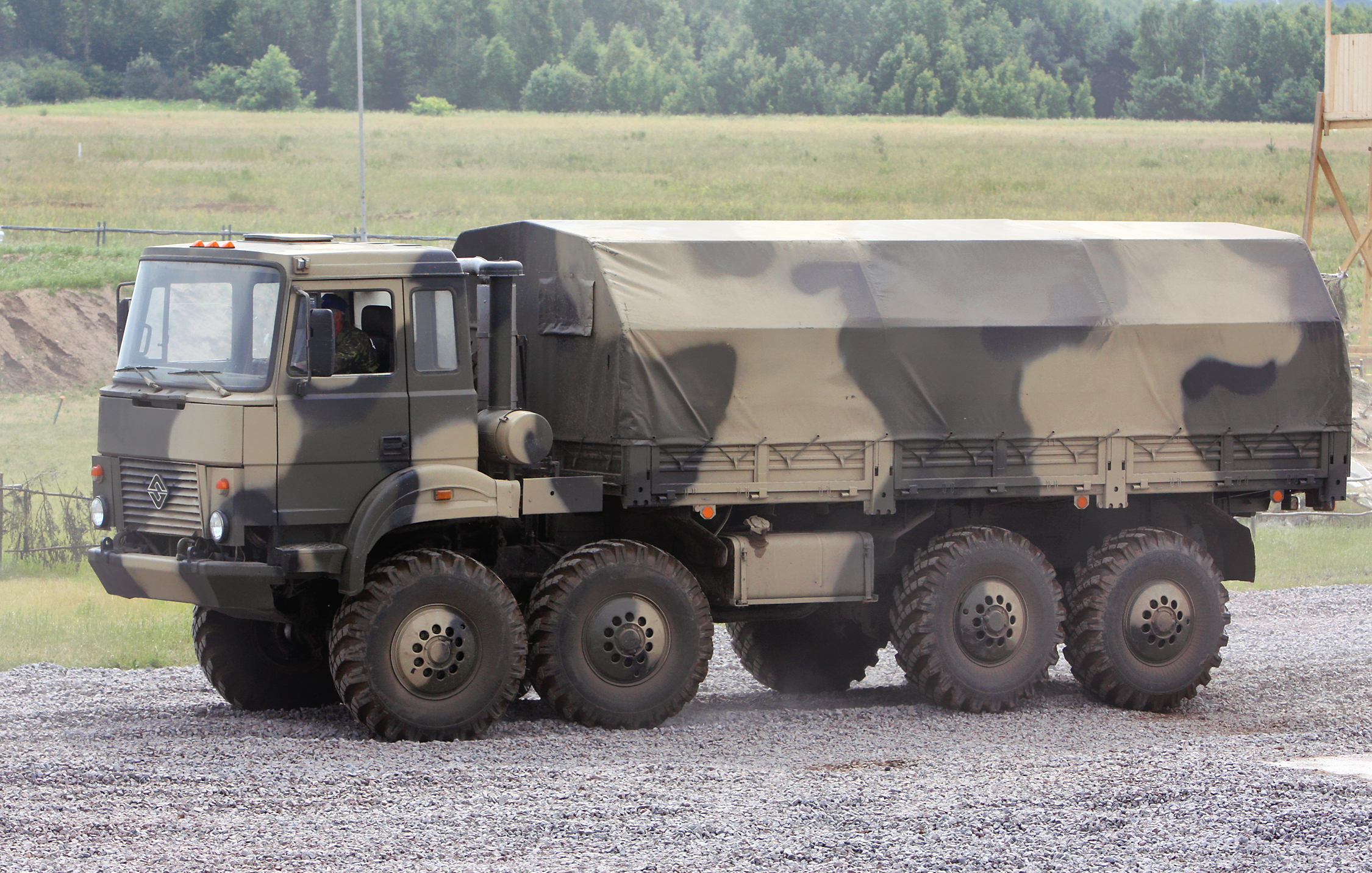
Урал-5323 (8 × 8 / 4)
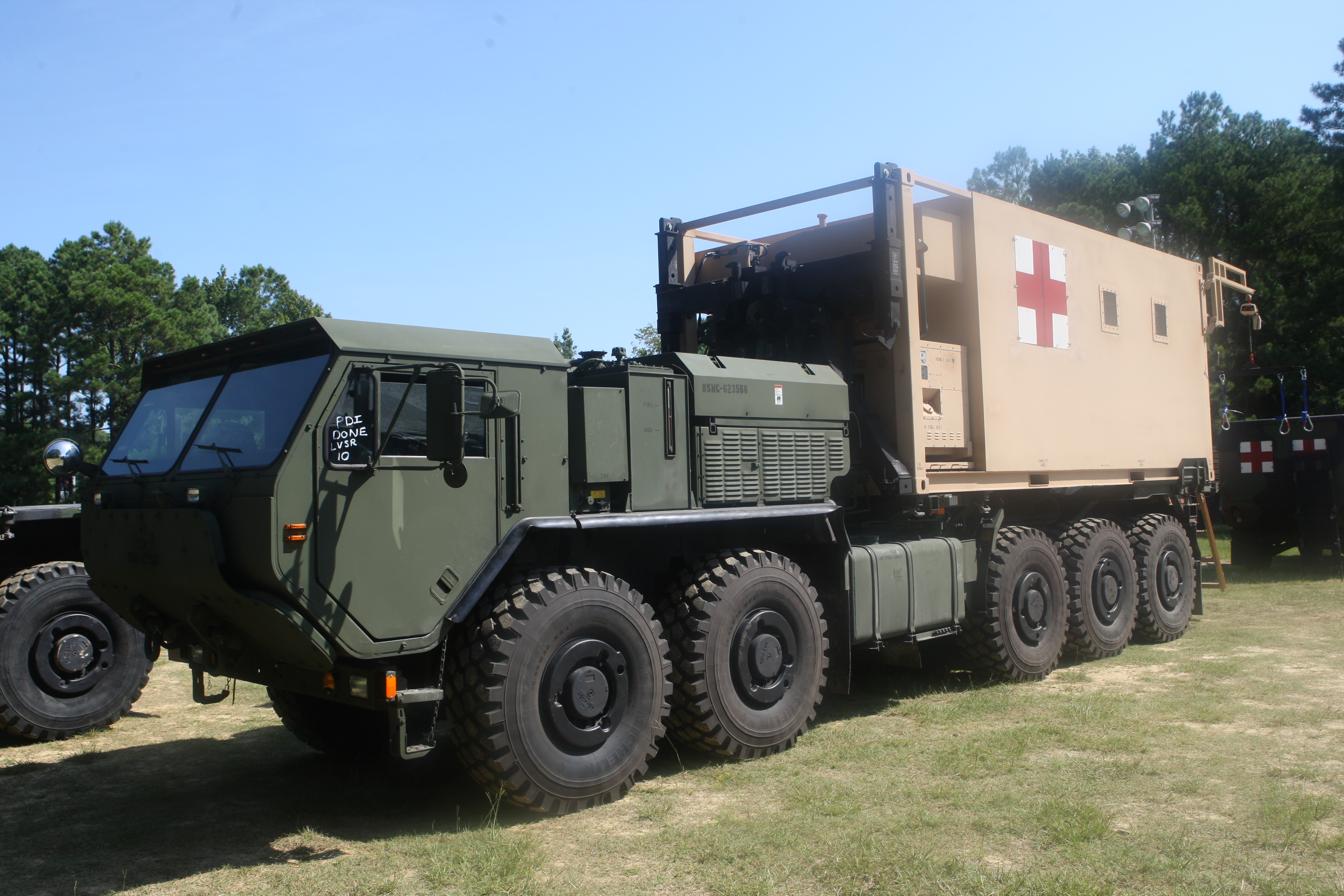
LVSR[англ.] (10 × 10 / 8)
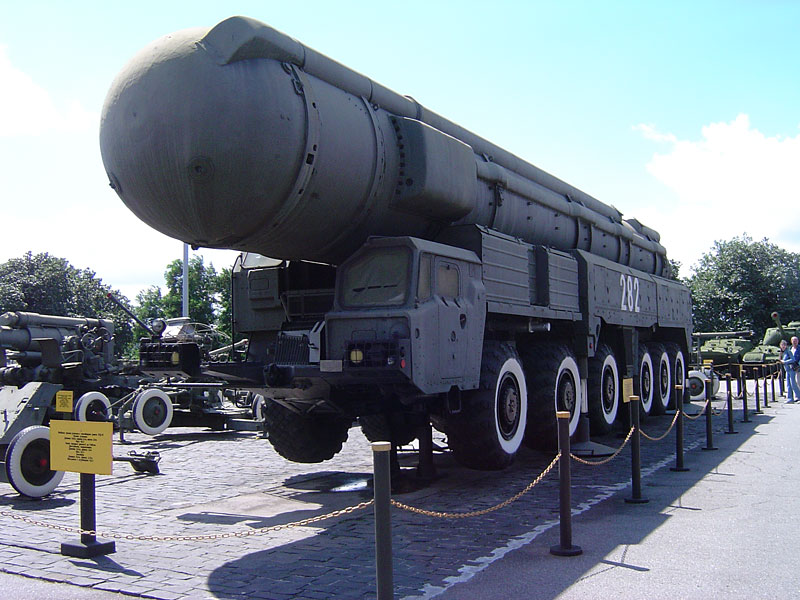
МАЗ-547В (12 × 12 / 6)
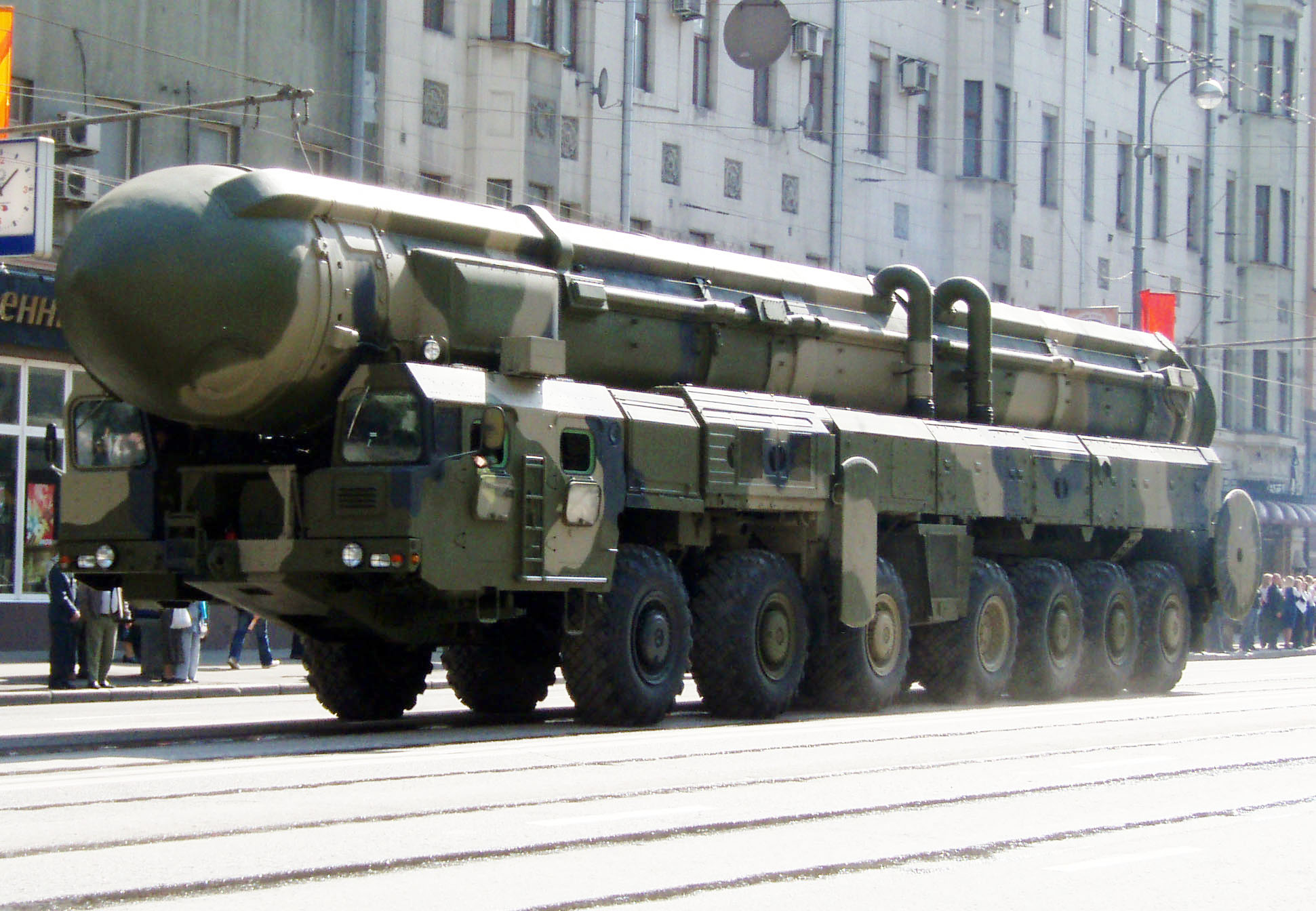
МАЗ-7917 (14 × 12 / 6)
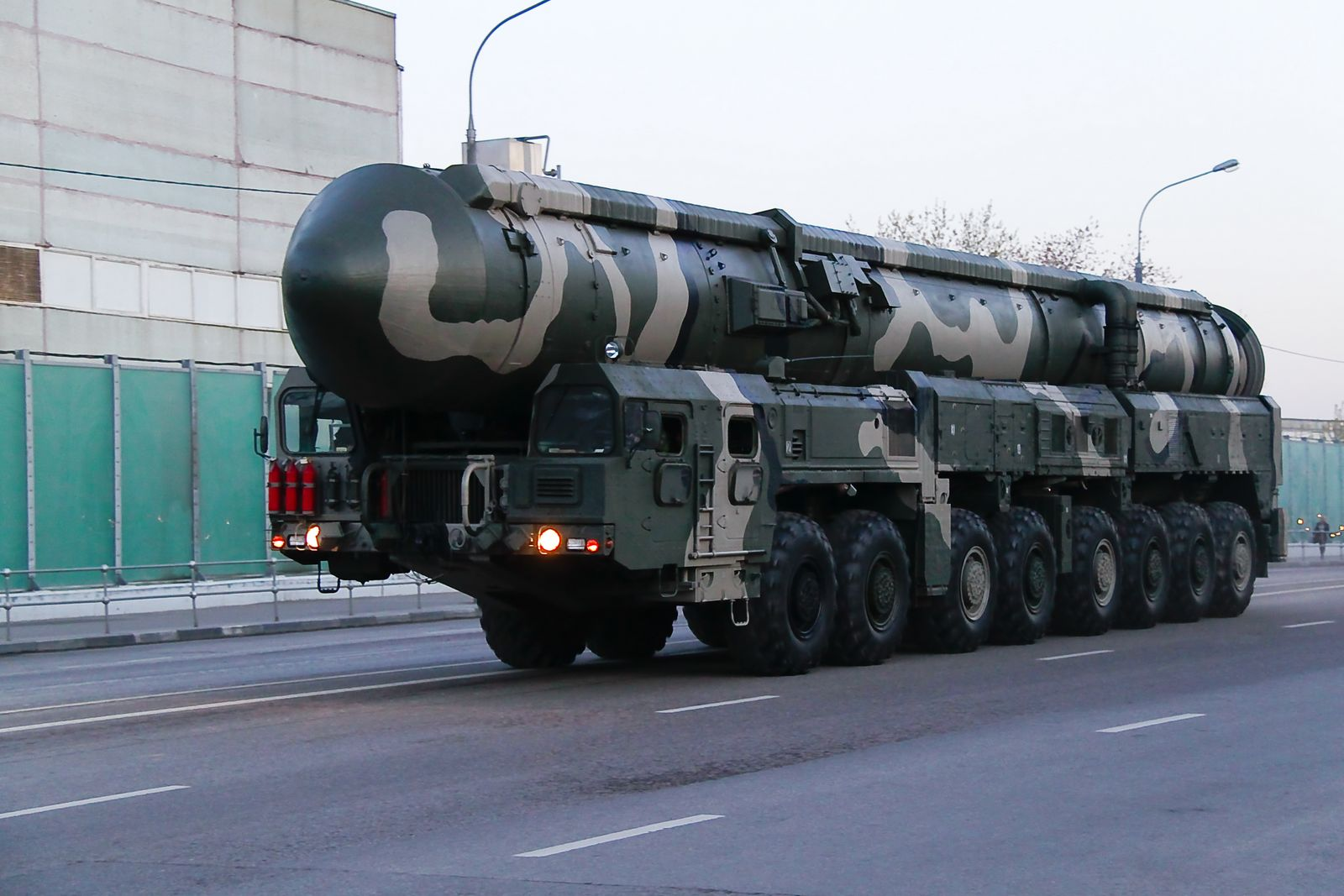
МЗКТ-79221 (16 × 16 / 12)
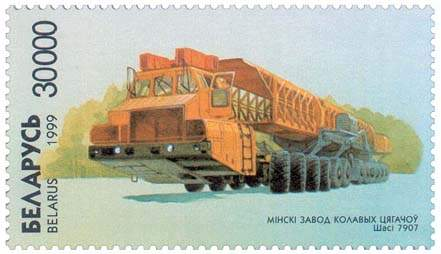
МАЗ-7907 (24 × 24 / 16)